# Eremo

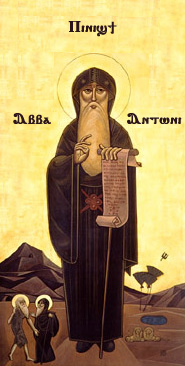
Sant'Antonio abate, Padre dell'eremitismo

L'èremo (dal greco ἔρημος érēmos) è un luogo di difficile accesso, dove uno o più individui, detti eremiti o anacoreti (dal greco ἀναχωρητής anachōrētēs, derivato da ἀναχωρεῖν anachōrêin, ritirarsi), si auto-escludono dalla società solitamente per condurre una vita di preghiera e/o ascesi a stretto contatto con la natura.

## Religione

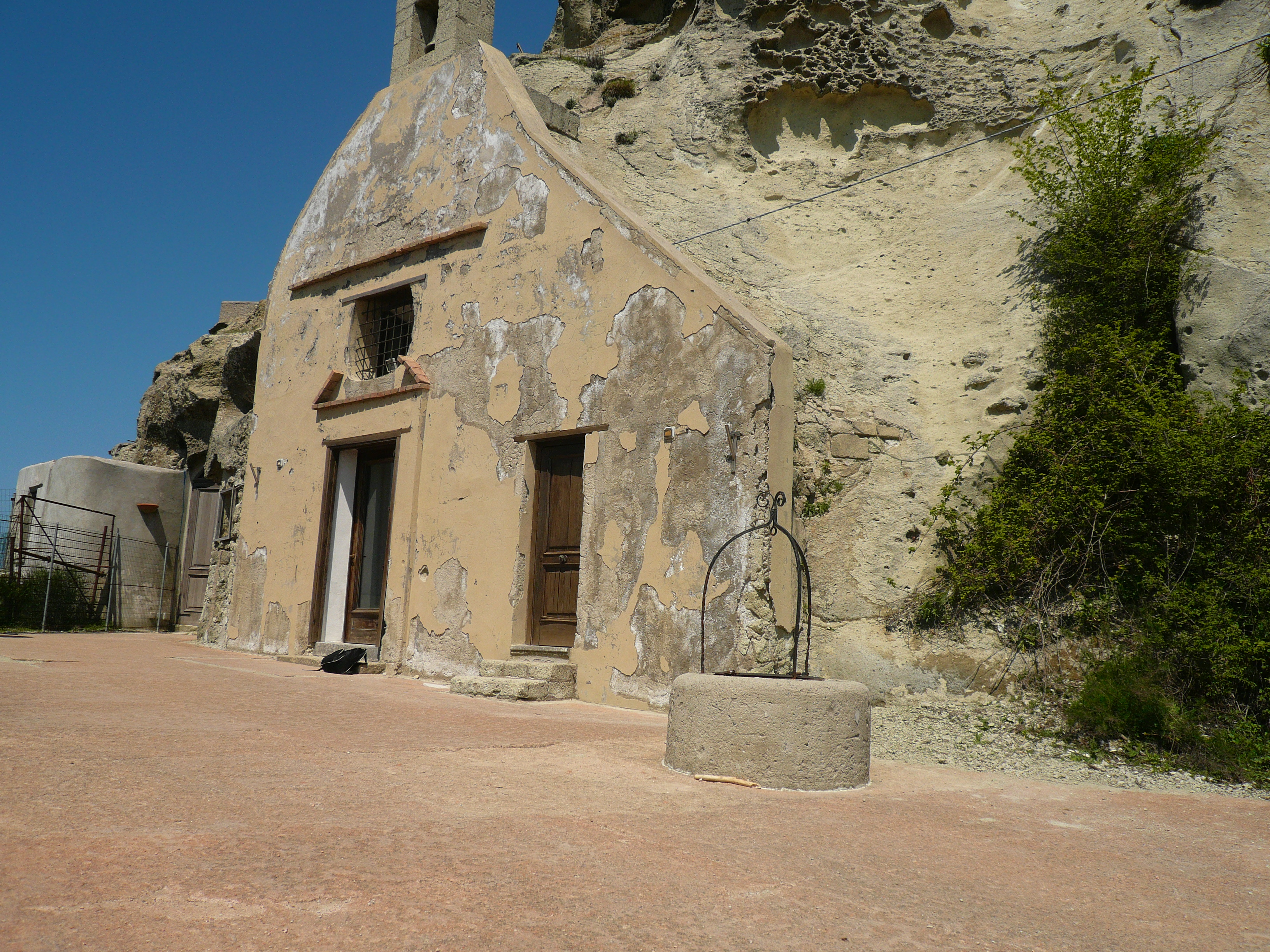
Eremo di San Nicola, scavato nel tufo verde sulla cima del Monte Epomeo, isola d'Ischia

La definizione di luoghi isolati di preghiera è comune a numerose religioni, soprattutto nel Cristianesimo e nel buddhismo; sono infatti l'Italia, in particolare l'Abruzzo, e il Tibet ad avere la maggiore concentrazione di eremi.
Sant'Antonio abate, insieme a San Paolo di Tebe, è considerato fondatore del monachesimo occidentale ma anche dell'eremitismo, essendosi ritirato nella condizione di anacoreta nel deserto.
La figura dell'eremita è associata spesso a quella del monaco, ma non sempre è legata ai voti religiosi di castità, povertà e obbedienza, oltre che ad una particolare regola.
Il primo eremo, dice San Francesco d'Assisi, è il nostro corpo, nel quale è racchiusa e costretta l'anima. Conservando questa accezione, taluni eremi si sono sviluppati fino a divenire veri e propri monasteri.
Papa Celestino V, al secolo Pietro da Morrone, è stato il maggiore edificatore di eremi in Italia (soprattutto tra le montagne della Maiella), legati all'ordine celestiniano, di cui era fondatore.

## Struttura

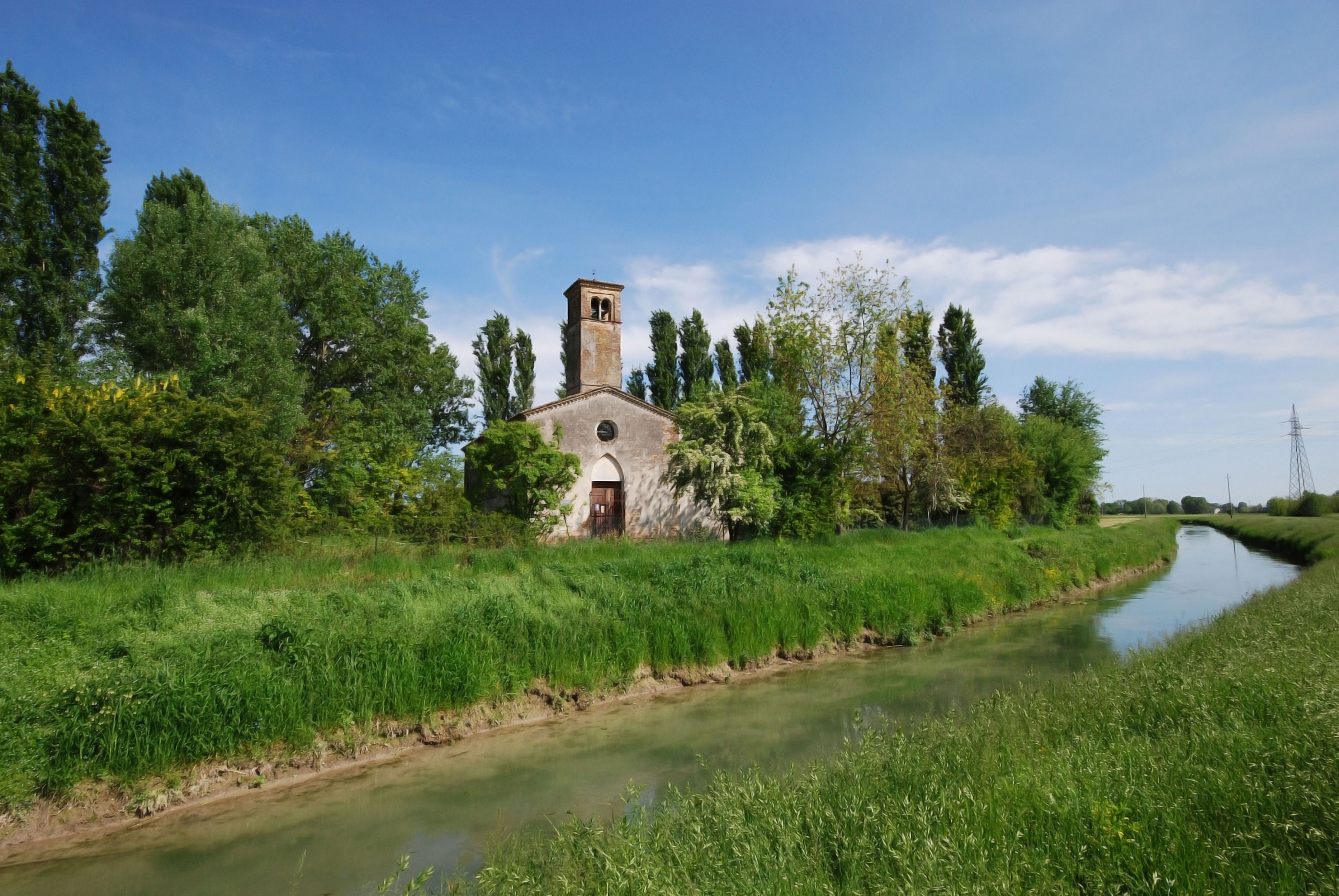
Redondesco, Romitorio di San Pietro col torrente Tartaro

Agli inizi del Cristianesimo, III- IV secolo, l'eremo è un rifugio nel deserto, una grotta o un riparo di fortuna; per alcuni eremiti, gli stiliti, l'eremo è costituito da una colonna inaccessibile.
La forma si è evoluta poi in strutture murarie o in pietra a secco, sempre appoggiate a cavità o pareti rocciose. Ma le forme raggiungono nel Medioevo un'alta complessità. Insieme all'arricchimento degli ordini che col tempo li gestiranno, le strutture crescono di dimensioni e sono dislocate su più piani. L'appoggio alla roccia a questo punto non è che un sostitutivo per una delle pareti portanti; gli esterni si arricchiscono di inserti lavorati in pietra e gli interni di affreschi e decorazioni.
L'eremo viene quindi diviso in celle, che ospitano i singoli eremiti.